# Gymnasielagen 2017
Gymnasielagen 2017, då kallad enbart gymnasielagen, är en svensk lag som antogs den 3 maj 2017 som en del av Sveriges asylpolitik sedan migrationskrisen 2015. Formellt var gymnasielagen en del av den tillfälliga lagen för uppehållstillstånd (lag 2016:752).
Bakgrunden var att det 2015 kommit 35 369 asylsökande personer som registrerats som ensamkommande barn. Många av dem hade fått avslag på sina asylansökningar, och personer som var minderåriga vid avslaget hade fått utvisningsbeslutet uppskjutet till 18-årsdagen eftersom minderåriga utan ordnat mottagande i hemlandet inte får utvisas.
Förslaget om den nya lagen presenterades i november 2016. Utbildningsminister Gustav Fridolin angav då att den skulle omfatta ungdomar som kommit före den 24 november 2015, men att regeringen arbetade med ett motsvarande lagförslag för dem som kommit efter detta datum.
Det förslag som lades fram för riksdagen våren 2017 innebar att de som fått avslag men ännu inte fyllt 18 kunde få tillfälliga uppehållstillstånd för att studera på gymnasiet, om vissa andra krav var uppfyllda. Förslaget fick skarp kritik, både för att lagen inte dög för det uttalade syftet och för att den var svårtolkad. Lagen antogs av Riksdagen 3 maj  2017, men det visade sig snart att endast en mycket liten del av de ungdomar som fått avslag omfattades av lagen. I april 2018 hade den givit uppehållstillstånd åt 130 personer. Anledningen till att politikernas förhoppningar gick om intet var bland annat Migrationsverkets praxisändring, åldersuppskrivningar, bedömning av "ordnat mottagande" och de uteblivna orden "uppskjuten verkställighet".
Sommaren 2018 stiftades ytterligare en lag som gradvis fick överta benämningen Gymnasielagen. Gymnasielagen från 2017 fortsatte dock att gälla med vissa modifieringar.
Den 20 juli 2021 upphörde den tillfälliga lagen för uppehållstillstånd att gälla, och reglerna om uppehållstillstånd för studier på gymnasial nivå flyttades då till en ny lag som kallas gymnasielagen.